# Jarosław Marycz
Jarosław Marycz (Koszalin, Voivodat de Pomerània Occidental, 17 d'abril de 1987) és un ciclista polonès, professional des del 2010 i actualment a l'equip Domin Sport. Bon contrarellotgista, en el seu palmarès destaca el campionat nacional en contrarellotge de 2010

## Palmarès
- 2005
  - Vencedor d'una etapa al Giro de la Lunigiana
- 2007
  - Vencedor d'una etapa al Tour de Loir i Cher
- 2008
  -  Campió de Polònia en contrarellotge sub-23
  - 1r al Tour de Berna
  - 1r al Trofeu Alcide De Gasperi
  - 1r al Gran Premi Inda
- 2009
  -  Campió de Polònia en contrarellotge sub-23
  - Vencedor d'una etapa a la Volta a Eslovàquia
- 2010
  -  Campió de Polònia en contrarellotge
  - Vencedor d'una etapa al Bałtyk-Karkonosze Tour
- 2014
  - 1r a la Dookoła Mazowsza
- 2017
  - Vencedor d'una etapa a la Dookoła Mazowsza

### Resultats al Giro d'Itàlia
- 2015. Abandona (12a etapa)

### Resultats a la Volta a Espanya
- 2011. 149è de la classificació general